# درک بواتنگ
درک بواتنگ (انگلیسی: Derek Boateng؛ زادهٔ ۲ مهٔ ۱۹۸۳) یک بازیکن فوتبال اهل غنا است.
وی همچنین در تیم ملی فوتبال غنا بازی کرده‌است.